# Alexei Anatoljewitsch Medwedew
Alexei Anatoljewitsch Medwedew (russisch Алексей Анатольевич Медведев; * 13. Januar 1982 in Pensa, Russische SFSR) ist ein russischer Eishockeyspieler, der zuletzt bei Sewerstal Tscherepowez in der Kontinentalen Hockey-Liga unter Vertrag stand.

## Karriere
Alexei Medwedew begann seine Karriere als Eishockeyspieler in der zweiten Mannschaft von Diselist Pensa, für die er von 1998 bis 2000 in der drittklassigen Perwaja Liga aktiv war. Noch während der Saison 1999/2000 wechselte der Stürmer zu Sewerstal Tscherepowez, für dessen erste Mannschaft er sein Debüt in der Superliga gab. Den Rest der Spielzeit, sowie die gesamte nächste Saison, stand er jedoch für Tscherepowez zweite Mannschaft in der Perwaja Liga auf dem Eis. Im Anschluss daran spielte Medwedew zwei Jahre lang für den HK Lipezk, Gasowik Tjumen und Energija Kemerowo in der zweitklassigen Wysschaja Liga, bevor er im Sommer 2003 einen Vertrag bei Metallurg Nowokusnezk erhielt, für die er die folgenden vier Spielzeiten in der Superliga aktiv war.
Ab 2007 spielte der Russe für Salawat Julajew Ufa, mit dem er in der Saison 2007/08 erstmals in seiner Laufbahn Russischer Meister wurde. 2010 wechselte er zum Ligarivalen OHK Dynamo. Im Januar 2011 wurde Medwedew vom HK Sibir Nowosibirsk verpflichtet. Für diese absolvierte der Stürmer lediglich sechs KHL-Spiele, bevor Medwedew im Juni 2011 erneut einen Kontrakt bei Metallurg Nowokusnezk erhielt. Für Metallurg absolvierte er in der Folge 54 KHL-Partien, in denen er 23 Scorerpunkte erzielte. Im Juli 2012 wechselte er innerhalb der KHL zum HK Jugra Chanty-Mansijsk, verließ den verein jedoch im Oktober des gleichen Jahres wieder und wurde erneut von Sewerstal Tscherepowez verpflichtet. Am Ende der Saison 2012/13 erhielt er zudem eine Vertragsverlängerung bis 2015, absolvierte jedoch in der Saison 2014/15 kein einziges Spiel.

## Erfolge und Auszeichnungen
- 2008 Russischer Meister mit Salawat Julajew Ufa

## KHL-Statistik
(Stand: Ende der Saison 2013/14)